# خیسلا مورون
خیسلا مورون (اسپانیایی: Gisela Morón‎؛ زادهٔ ۲۵ ژانویهٔ ۱۹۷۶) شناگر موزون اهل اسپانیا است.
از افتخارات وی میتوان به کسب مدال نقره شنای موزون تیمی در بازی‌های المپیک تابستانی ۲۰۰۸ اشاره کرد.